# Гаутаміпутра Сатакарні Сатавахана
Гаутаміпутра Сатакарні (*गौतमीपुत्र सातकर्णि , д/н —136) — магараджа держави Сатаваханів у 112–136 роках. Отримав прізвисько «Великий». Низка вчених вказують роки правління 78—102, проте найбільш вірним є саме 112—136 роки (відповідно до подій того часу й років правління попередників Гаутаміпутри).

## Життєпис

### Зовнішня політика
Походив з династії Сатаваханів. Син магараджі Шивасваті. Після смерті батька 112 року зійшов на трон. В цей же час вимушений був протидіяти нападам з боку держави Західних Кшатрапів та їх союзників яванів. Мало відомостей про самий хід військової кампанії. Відомо, що у цій війні Гауатаміпутра переміг, повернувши Сатаваханів землі Малви, західну частину сучасної Махараштри, завоював землі сучасного штату Гуджарат. До того ж зумів повалити володаря Кшатрапів — Нахапану. З походу Гаутаміпутра привіз великі скарби, які були награбовані у захоплених містах ворога.
Вслід за цим відновив владу Сатаваханів у центральній частині Індостану. Після цього рушив війною на Паллавів, захопивши їх столицю Канчіпурам. Потім підкорив державу Ананда (південна Махараштра), правителі якої стали данниками. Водночас приєднав до своїх володінь землі Банавасі (північна частина Карнатаки).
На честь своїх звитяг прийняв титул Шакаяванапаллаванісудана (Руйнівник Шака, Явани і Паллавів).

## Внутрішня політика
За правління Гаутаміпутри відбувається відродження економічної могутності держави. Поліпшуються торгівельні зв'язки. За наказом володаря відбувається відбудова храмів та міст.
Першим в Індії став карбувати на монетах своє зображення, а також 
літочислення, титулу. Здебільшого вони випускалися зі свинцю та міді.

## Родина
- Шрі Пулумаві, володарював у 136—164 роках
- Шрі Васіштхіпутра, володарював у 164—171 роках